# Sebastian Christ (Schauspieler)

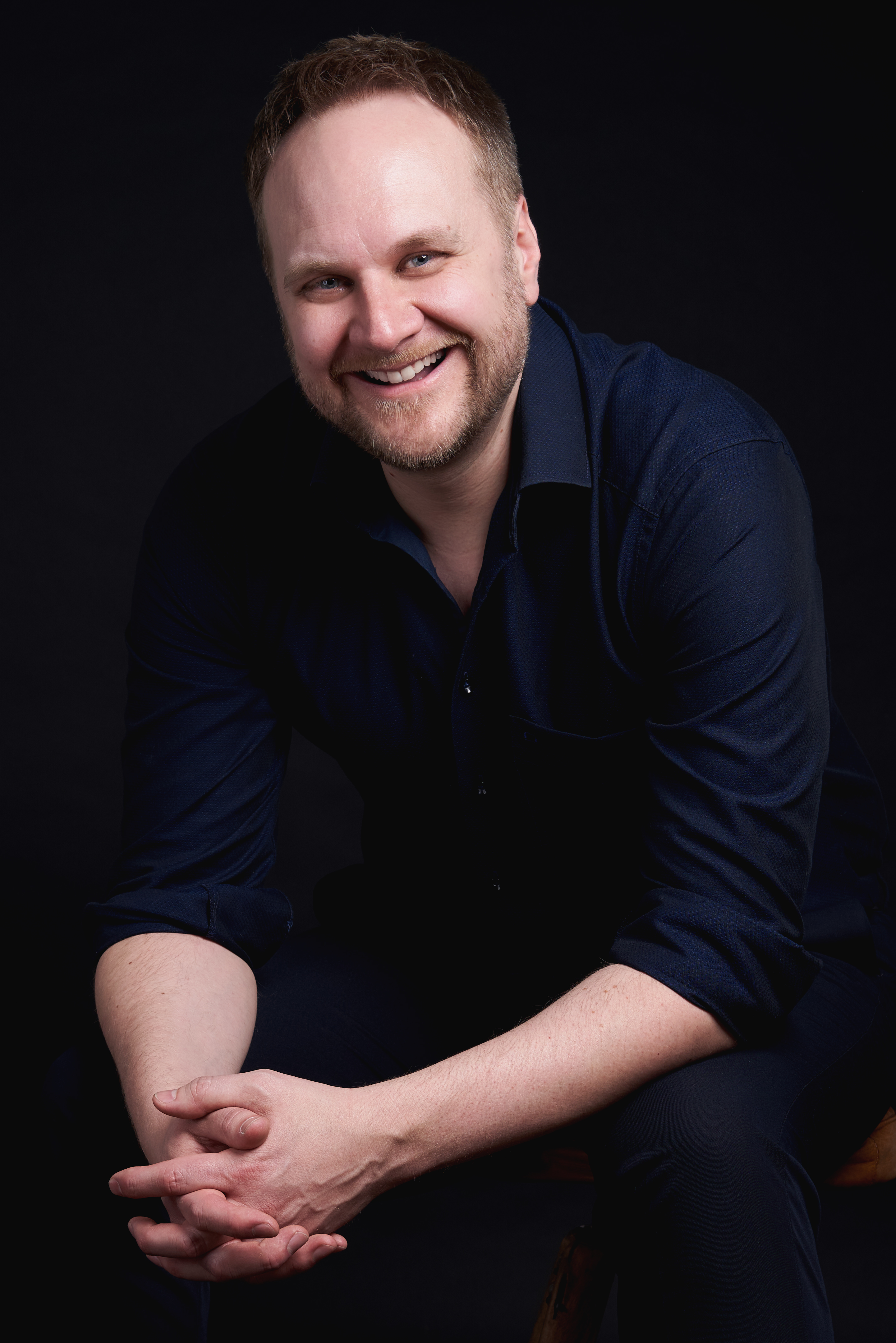
Sebastian Christ (2024)

Sebastian „Gniechel“ Christ (* 1977 oder 1978) ist ein deutscher Schauspieler.

## Leben
Christ wuchs in der Ortschaft Odagsen der niedersächsischen Stadt Einbeck auf. Er zeichnete Comics, trat als Liedermacher auf und war Teil einer Band. Im Jahr 1994 stand er zum ersten Mal als Schauspieler auf der Bühne, 1998 erstmals gegen Gage. Anfangs spielte er in Northeim. 2003 zog Christ nach Prisdorf in Schleswig-Holstein. Ab 2004 war er Teil des Ensembles der Musical Company Pinneberg. Außerdem trat er mit dem Forum Theater auf. 2008 erschien die erste Folge der von ihm moderierten Webshow Die goldene Gniechel Show, die ab 2010 auch von dem Hamburger Bürger- und Ausbildungskanal Tide ausgestrahlt wurde. Im Jahr 2013 begann Christ regelmäßig Videos auf dem YouTube-Kanal Gniechel hochzuladen, wo er unter anderem Backstage-Material zeigt und die Webserie Der Doktessor veröffentlicht. In der auf KiKa 2016 bis 2019 ausgestrahlten Serie Leider lustig gehörte Sebastian Christ über alle drei Staffeln als Gniechel zum festen Ensemble.
2017 kündigte er seine Anstellung im Einzelhandel, um sich in Vollzeit dem Schauspiel zu widmen. Im Rahmen seines ersten professionellen Engagements spielte er 2012 im Liederabend "10 nach 10" und in den Nachfolgejahren weitere Liederabende. 2018 spielte er den Bürgermeister von Neustadt in dem Kindertheater Bibi Blocksberg – Hexen Hexen überall.ref name=":3" /> Sebastian Christ gehörte 6 Jahre lang zum festen Ensemble des Theaters Lichtermeer, mit dem er bundesweit auftrat. Darüber hinaus ist er als Sprecher tätig, unter anderem für Werbespots und Hörspiele.

## Engagements (Auswahl)
Film
- 2015: Die Krone von Arkus

Fernsehen
- 2008–2012: Die goldene Gniechel Show (Tide)
- 2016–2019: Leider lustig (KiKA)

Musical
- 2023: The Addams Family (Comödie Dresden)[1]